# Heinrich Simonis
Heinrich Simonis (n. 1898 – d. 1972) a fost un poet și jurnalist de limba germană din România.
În anii 1920 Heinrich Simonis a scos la Timișoara publicația săptămânală Die Fackel. Deutsches Riport-Wochenblatt mit humoristisch-satirischer Beilage.
În perioada ianuarie 1928 - ianuarie 1931, Heinrich Simonis a fost șef de formație a remizei de pompieri din Cisnădie.
În 1949, jurnalistul Heinrich Simonis a fost numit la conducerea revistei Kultureller Wegweiser (versiunea în limba germană a publicației Îndrumatorul cultural), care apărea la București, transformată în august 1956 în publicația Volk und Kultur.
În 1956, Heinrich Simonis a publicat articolul Die deutschen Schriftsteller und ihr Wirken in der RVR (Scriitorii germani și activitatea lor în RPR), în care insista asupra faptului că, în ciuda eforturilor depuse de Ingenieure der menschlichen Seele (inginerii sufletului omenesc), cum îi numea Stalin pe scriitori, mai este suficient loc de mai bine, în special în literatura germană, care trebuie debarasată de alten ungesunden, verknöcherten Geist (spiritul nesănătos și osificat) precum și de Steine (pietroaie), adică de acei scriitori care nu vor promova niciodată propaganda comunistă și nu vor subscrie vreodată la ideologia realismului socialist.
Deși în această perioadă locuia la București, Simonis lua parte la ședințele cercului literar "Heinrich Heine" din Sibiu, al cărui membru de onoare a fost ales în 15 ianuarie 1957.

## Volume
- Riadt Órák, (poezii) 1935
- Máglya, (poezii) 1937
- Gespenstergang durch die Zeit: aus den dunklen Tagen des Hitlerfaschismus im Banat, 1946
- Am Grenzpfahl der Freiheit, Jugendverlag, Bukarest, 1956
- Freunde die uns begegnen (Roman), Jugendverlag, Bukarest, 1961

## Antologii
- Poezii (culegere închinată luptei revoluționare a poporului), Editura de Stat pentru literatură și artă, 1951. Alături de Heinrich Simonis apar și A. E. Baconsky, Maria Banuș, Mihai Beniuc, Nina Cassian, Dan Deșliu, Eugen Frunză, Imre Horváth, Eugen Jebeleanu, Veronica Porumbacu, Ferenc Szemlér și A. Toma.
- Deutsche Dichter der RVR (Poeți germani din RPR), Editura de stat pentru literatură și artă (ESPLA), 1953. Alături de Heinrich Simonis apar și poeții de limbă germană din România: Peter Andres (pseudonimul lui Hans Mokka), Maria Auner, Hans Bohn, Werner Bossert, Grete Gross (cunoscută sub pseudonimul Irene Mokka), Wilhelm Gunthardt, Udo Henrich, Hans Kehrer, Käthe Klaus, Ewald Ruprecht Korn, Else Kornis, Franz Liebhard, Barbara Modjesch, Gerthy Rath, Franz Johannes Bulhardt, Alfred Margul-Sperber și Hugo Zehn.